# جيمس هنري ديكي هندرسون
جيمس هنري ديكي هندرسون هو سياسي أمريكي، ولد في 23 يوليو 1810 في سالم في الولايات المتحدة، وتوفي في 13 ديسمبر 1885 في يوجين في الولايات المتحدة. نشط حزبياً في الحزب الجمهوري. وقد انتخب عضو مجلس النواب الأمريكي ‏.